# Monte Bezymianny
El monte Bezymianny (ruso: Безымянный) es un estratovolcán activo ubicado en la península de Kamchatka, Rusia. Se lo consideraba extinto hasta 1955, cuando sufrió una tremenda erupción de tipo peléano.
Está localizado en la falda sudeste del volcán inactivo Kamen y un poco más lejos del Klyuchevskaya Sopka, activo. El monte ha hecho una variedad de erupciones, una emisión de lava tuvo lugar en el año 2011, en el año pasado fue destructivo para los alrededores 
Su mayor erupción de tiempos históricos fue la de 1955-56, que desintegró los 200 m superiores de la cumbre. El paisaje circundante fue profundamente modificado por un flujo piroclástico lateral que arrasó el área con gruesas cenizas y otros materiales.
La erupción de 1956 fue muy similar a la de los montes Pelée (1902) y Santa Helena (1980). En ella, una gran avalancha de escombros depositó medio kilómetro cúbico de material y también produjo una explosión directa cuando el magma quedó expuesto al aire libre. 
Durante el evento se formó un cráter en forma de herradura, aunque a partir de entonces ha sido en su mayor parte rellenado por materiales provenientes del interior de la montaña.